# 칸딩향

칸딩 향의 위치

칸딩향(한국어: 감정향, 중국어: 崁頂鄉, 병음: Kǎndǐng Xiāng)은 중화민국 핑둥 현의 향이다. 넓이는 31.2659km2이고, 인구는 2015년 8월 기준으로 16,182명이다.

## 지리
핑둥 현의 서부, 핑둥 평원에 위치한다.

## 교통
- 국도 3호선